# 菲爾·積基爾卡
菲臘·尼高丹姆·“菲爾”·積基爾卡（英語：Philip Nikodem "Phil" Jagielka，1982年8月17日—），是一名英格蘭職業職業足球員，現效力於英冠球會史篤城。雅盖乌卡被譽為一位通天老倌、万金油，因他能擔任中場、後衛甚至在緊急情況下亦可擔任守門員一職。
當效力錫菲聯時，領隊沃诺克甚少把非正選的守門員列入後備名單中，積基卡在英冠聯曾多次充當守門員身份。在其生涯最觸目一刻是在於英超聯2006年12月30日的比賽中，錫菲聯主場對阿森纳一仗中，他臨危受命擔任守門員，表現神勇，力保不失。不少足球評述員指他能勝任為正式守門員，連領隊也表示他可放心不用把守門員放在後備名單中。

## 俱樂部生涯

### 錫菲聯
積基卡出身錫菲聯，透過青訓計劃升至一隊。至2007年，他已上陣了250場聯賽及盃賽。
花名「鋸齒」（Jags）的他於2000年5月5日首度替一隊上陣，對賽史雲頓。其後他站穩正選，自2004年球季起，他兩季內已上陣全部聯賽；2007年1月他更加刷出115場聯賽連續上陣紀錄。
積基卡其後還擔任隊長，在對米杜士堡的聯賽中他於補時階段射入一球，以2-1擊敗對手。這是自1994年4月以來，錫菲聯首度在英超取得勝仗。
在2006年12月30日，2006年最後一場主場比賽對阿仙奴的比賽中，當時主隊領先1-0，但下半場61分鐘，隊中守門員肯尼因傷關係退下火線，但後備名單沒有守門員，唯有臨危受命給積基卡。在最後34分鐘的表現超卓，擋下雲佩斯的射門，保著勝果，爆冷以1-0擊退阿仙奴。外界猜測積基卡可能在肯尼受傷期間以正選身份充當守門員一職，但領隊在後來的比賽中，則選擇以二號守門員杰拉德頂替受傷的肯尼。

### 愛華頓
2007年7月4日，積基卡轉投英超另一支球會愛華頓，穿上16號球衣，轉會費為400萬英鎊，是錫菲聯歷年最貴的轉會。
2008年，積基卡改穿6號球衣。整季有上佳的演出，更協助球隊在英格蘭足總盃擊敗利物浦、維拉、曼聯等強隊，可惜在之後對曼城的比賽拉傷，提早收咧，無緣參加足總盃決賽。
2013年1月3日，愛華頓宣佈與積基卡延長原本2015年夏季到期合約多2年至2016/17球季結朿。
2013年3月2日，愛華頓領隊莫耶斯對傳媒透露積基卡於英超愛華頓主場對雷丁的比賽中足踝受傷需做手術冶療，復出日期未定。

## 國家隊生涯
2007年5月25日，入選英格蘭B隊對阿爾巴尼亞友誼賽名單，並於下半場開場前以後備身份出場。
2008年5月11日，入選英格蘭主隊名單於英超球季結束後到對美國及千里達進行友誼賽。
2008年6月1日，於對千里達友誼賽中以後備身份首次代表英格蘭主隊出場。

## 個人
積基卡為波蘭裔英格蘭人，祖父母是波蘭裔移民，6歲前只會說波蘭語。在學懂英語前，他是使用波蘭語溝通，導致生於曼徹斯特的積基卡，自幼擁有一個波蘭化的生活模式。
雖說如此，但這名愛華頓隊長更認為自己，是一位不折不扣的英格蘭人，他甚至曾經於接受訪問時揚言，不會把自己的妻子和子女，帶回波蘭，顯示積基卡對於波蘭了無感情。不過，在該次的訪問中，積基卡亦誠實的表示，一旦自己從未獲得英格蘭國家隊徵召，自己還是會考慮為波蘭國家隊出戰。
其姓氏以波兰语书写为Jagiełka，他本人接受采访时亦坚持“雅蓋烏卡”的读音，对“查吉爾卡”的读法表示失望但理解，甚至半开玩笑的说，愿意将此作为自己的艺名。
2006年3月積基卡被球迷選為該季最佳球會球員。他曾提名2006年英格蘭冠軍聯賽最佳球員獎項。

## 外部連結
- 足球数据库：積基卡的球员统计数据
- 英格蘭足總：菲爾·積基爾卡 （页面存档备份，存于）

| 體育角色 | 體育角色                 | 體育角色 |
| -------- | ------------------------ | -------- |
| 前任：   | 愛華頓隊長 2012年-2019年 | 繼任：   |